# 中南碘泡虫
中南碘泡虫（学名：Myxobolus chungnanensis）为碘泡科碘泡虫属的动物。在中国，分布于广东、湖南等，营寄生生活，寄生在鲩的鳃和肾。